# Szakács Ferenc (pszichológus)
Szakács Ferenc (Gamás, 1933. április 9. – Budapest, 2021. május 26.)  klinikai pszichológus.

## Szakmai tevékenysége
Gyógypedagógus, klinikai pszichológus, kutató és egyetemi oktató. Mérei Ferenccel megalapítója, szervezője és (nyugdíjazásig) vezetője a hazai elméleti és gyakorlati klinikai pszichológiai tevékenységnek és szakképzésnek. 1998-tól (Bánfalvi Máriával, Karcsics Évával) az ÁVF Alkalmazott Magatartástudományi Tanszékének, a „Vállalkozás- és szervezetpszichológia” c. tantárgynak megszervezője, majd vezetője, tanszékvezető főiskolai tanár, rektor.
1957-58 között a Gyermeklélektani Intézet külső munkatársa, Mérei Ferenc kutatócsoportjának tagja, a Pedagógia Tudomány Intézet és az Országos Mozgásterápiai Intézet külső munkatársa. 1961-től 1998-ig az Országos Ideg és Elmegyógyászati Intézet gyógypedagógusa, klinikai szakpszichológusa, vezető pszichológus, a Klinikai Pszichológiai Kutató Laboratórium megalapítója, vezetője, mellékállásban a Nevelési Tanácsadó, a SOTE II. Sz. Gyermekklinika és a Budai Területi Gyermekkórház munkatársa. 1977-88 között a DOTE és a KLTE adjunktusa, majd docense, a személyiséglélektan, csoportos pszichoterápia, klinikai pszichológia előadója, az OTE klinikai pszichológiai posztgraduális szakképzés egyik megszervezője. 1988-tól az ÁVF Alkalmazott Magatartástudományi Tanszék vezetője, majd emeritus professzora, rektora.

## Elismerések
- 1974 Medicina Nívódíj
- 1993 Ranschburg Pál-emlékérem (Magyar Pszichológiai Társaság)
- 1999 Pro Psychologia Hungarica Emlékérem (Magyar Pszichológusok Érdekvédelmi Egyesülete)
- 2000 Magyar Klinikai Pszichológiáért Emlékérem (Eü. Min. Klinikai Pszichológiai Szakmai Kollégiuma)
- 2000 Kelemen László-emlékérem (Magyar Pszichológiai Társaság Debreceni Tagozata)
- 2003 Magyar Felsőoktatásért Emlékplakett (Oktatási Minisztérium)
- 2008 Magyar Rektori Konferencia Emlékérem
- 2010 Radnai Béla-emlékérem (Pszichológia oktatásáért)
- 2013 a Magyar Érdemrend lovagkeresztje
- 2019 Magyar Pszichológiai Társaság Életműdíja

## Tudományos/szakmai közéletben végzett tevékenysége
- 1976- MTA Pszichológiai Bizottságának, Doktori Tanácsának, Köztestületének tagja
- 1979-85 EüM Klinikai Pszichológiai Szakmai Kollégiumának tagja
- 1980-85 Magyar Pszichológiai Társaság főtitkárhelyettese, a Ranschburg-emlékbizottság elnöke
- 1993-96 Magyar Pszichológus Kamara elnöke
- 1996-98 Magyar Pszichológusok Érdekvédelmi Egyesületének alapító elnöke
- Fővárosi szakfelügyelő, Állami Népegészségügyi és Tisztiorvosi Szolgálat
- Magyar Rektori Konferencia tagja

## Főbb művei
- 1. A csoportosulás tényezői vak gyermekek közösségében (Illyés Sándorral) Pszichol. Tan. I., 165-177, 1958
- 2. A pszichotikus regresszió skálája. Vademecum 5, OIE, 1964
- 3. Realitás index a Rorschach-próbában. Vademecum 6., OIE, 1964
- 4. A konformizmus mutatója a Rorschach-próbában (Mérei Ferenccel). Vadeemecum 11., OIE, 1965
- 5. Szociabilitás-mutatók projektív tesztekben. Magy. Pszichol. Szle. 25, 1968
- 6. Csoport psychotherapia kettős vezetéssel (Füredi Jánossal). Orvosi Hetilap, 110, 46, 1969
- Öt klinikai próba. Benton, Lüscher, P.F.T, Szondi, TP; 2. jav., bőv. kiad.; összeáll. Szakács Ferenc; Országos Ideg- és Elmegyógyintézet Pszichodiagnosztikai Laboratóriuma, Bp., 1969 (Vademecum sorozat)
- Klinikai próbák. 2. sorozat; szerk. Szakács Ferenc; Országos Ideg- és Elmegyógyászati Intézet Klinikai Pszichológiai Laboratóriuma, Bp., 1970 (Vademecum sorozat)
- 7. A pszichológiai tesztek helye a schizophrenia diagnosztikájában. Ideggy. Szemle 23. 547-557. 1970
- 8. Szocioterápia az elmeosztályon: a sérült társas magatartás gyógyítása. Egészségügyi Munka, 1970
- 9. Szociabilitás és kooperáció vizsgálata páros helyzetben (Faragó Klárával és Gondos Annával). Acta Iuvenum, 92-119, 1970
- 10. A labda útja a pályán (Münnich Ivánnal) A sport és testnevelés időszerű kérdései, 5-19, 1971
- 11. Szimpátia-modellek kutatása Szondi-képekkel (Münnich Ivánnal) Pszicho. Tank. XIII, 575-591. 1972
- 12. Pszichotrop gyógyszerek hatásának elemzése pszichológiai tesztmódszerekkel. MONITOR, 9, 1-78, 1972
- 13. Vizsgálatok az alkoholizmus elleni propaganda köréből: „Maradj józan, hogy ember maradhass!” (Faragó Klára, Szuszky Judit társszerzőkkel). Alkohológia 4, 86-99, 1973
- 14. Alkoholista és nem alkoholista apák családjában élő gyermekek szociális-morális fejlettsége és mentális színvonala (Faragó Klára, Molnár Irén társszerzőkkel). Alkohológia, 2, 1974
- 15. Alkoholistáktól származó gyermekek pszichológiai vizsgálatának eredményei. In: Mikes G. (szerk.), A budapesti alkoholisták és leszármazottaik biodemográfiai vizsgálata. KSH NKI, 81-91, 1974
- 16. Cerebrális léziók és emlékezészavarok: klinikai pszichodiagnosztikai vizsgálatok. In: Tariska István (szerk.), Orvosi pszichológia, 212-230, 1974
- 17. Klinikai pszichodiagnosztikai módszerek (Mérei Ferenccel), Medicina Budapest, 1974, 1995
- 18. A klinikai pszichológia gyakorlata (Mérei Ferenccel). Medicina, Budapest, 1974, 1995)
- 19. Tanuláselméletek és szerepük a pszichopatológiában. MONITOR 33, OIE, 1974
- Reklámpszichológia. Válogatott tanulmányok; vál. Földi Katalin, Szakács Ferenc; Közgazdasági és Jogi, Bp., 1974
- 20. Rokonszenvi kapcsolat és társfelismerés összefüggésének vizsgálata. Pszichológiai Szemle 2, 187-193. 1975
- 21. Hazai klinikai szociálpszichológiai munkák ismertetése. In: Szociálpszichológiai kutatások Magyarországon, Akadémiai Kiadó, 253-272, 1976
- Bűnöző fiatalok. A bűnözés megelőzésének kérdései. Válogatás kriminálpszichológiai tanulmányokból; vál., szerk. Münnich Iván, Szakács Ferenc, előszó Gödöny József, jegyz. Szakács Ferenc; Közgazdasági és Jogi, Bp., 1977
- 22. A Wechsler-féle intelligencia-teszt részpróbáinak pszichodiagnosztikai alkalmazása: szubteszt-analízis. OIE, 1977
- 23. A számismétlés-próba (MAWI-III) értéke a memória- és intelligencia vizsgálatban (Ajkay Klárával) M. Pszichol. Szle., 6, 623-631, 1977
- 24. Előzzük meg. In: Münnich Iván, Szakács Ferenc (szerk.-), Bűnöző fiatalok, KJK, 1977
- 25. Adatok a verbális és performációs intelligencia viszonyát kifejező MAWI-mutatók (VIQ-PIQ és V/P) klinikai pszichodiagnosztikai alkalmazásához (Dobossy Mariannal) M.Pszichol.Szle., 226-240, 1978
- 26. Az agresszív viselkedés kognitív szabályozásának kísérleti vizsgálata (Münnich Ivánnal). Krim. és Kriminal. Tan. 16, 221-249, 1979
- 27. Vizuális Kritikus Fúziós Frekvenciaértékek (VKFF) kapcsolatai személyiségteszt mutatókkal. Pszicho. Tan. XV, 184-205, 1979
- 28. Intelligenciavizsgálat a pszichodiagnosztikai gyakorlatban. A MAWI klinikai és igazságügyi alkal-mazása. Tankönyvkiadó, 1979
- 29. A klinikai pszichológia helyzete. M. Pszichológiai Szemle XXXVII, 640-657. 1980
- 30. Experimental approach of self-induced aggressive tension regulation (Münnich Ivánnal). In: Problems of the Regulation of Activity, Akadémiai Kiadó, 1980
- 31. Interactions among perceptilon characteristics of alternating figure/background (FB) patterns and some personality traits, as well as S responses in the Rorschach test. In: Kardos L., Pléh Cs., Hunyady Gy. (eds.): Attitudes, interaction, and personality. Akadémiai Kiadó, 105-112, Budapest, 1980
- Személyiséglélektani szöveggyűjtemény 2. Elméleti irányzatok; szerk. Szakács Ferenc, Kulcsár Zsuzsanna; Tankönyvkiadó, Bp., 1980
- Személyiséglélektani szöveggyűjtemény 1. Alapelvek és méréselmélet; szerk. Szakács Ferenc, Kulcsár Zsuzsanna; Tankönyvkiadó, Bp., 1981
- A differenciális pszichofiziológia alapjai. Szöveggyűjtemény; szerk. Kulcsár Zsuzsanna, Szakács Ferenc; Tankönyvkiadó, Bp., 1982
- Személyiséglélektani szöveggyűjtemény 4/1-3. Személyiségdimenziók mérése. Táblázatok, ábrák, függelékek; szerk. Szakács Ferenc; Tankönyvkiadó, Bp., 1983
- 32. Személyiségdimenziók mérése, (szerk.), Tankönyvkiadó, Egységes jegyzet, 1983
- 33. Kognitív diszpoziciók hatása a pszichodráma játékban (Ajkay Klárával). Magyar Pszichológiai Szemle, XL, 1, 3-13, 1983
- Pszichopatológiai tanulmányok. Szöveggyűjtemény; szerk. Szakács Ferenc, Bende István; Tankönyvkiadó, Bp., 1984
- 34. Hozzászólás a pszichoterapeuta-képzés és gyakorlat tárgyköréhez. Ideggyógyászati Szemle, 43, 7, 329-333, 1990
- 35. Intelligenciadeficit típusok. Akadémia Kiadó, Budapest, 1987, Medicina, 1995
- 36. A TBZ-kutatás felnőtt mintájának gyermekkorára vonatkozó adatai. Társadalmi Beilleszkedési Zavarok Bulletin, X., 41-92, 1987
- 37. A TBZ központi (felnőtt) módszertannal végzett standard és összehasonlító vizsgálatok komplex elemzése (Pressing Lajossal) Társadalmi Beilleszkedési Zavarok Bulletin, XI., 1-261, 1987
- 38. Pszichodiagnosztikai Vademecum I-VI. (Mérei Ferenccel szerk.), Tankönyvkiadó, 1988
- 39. Patopszichológiai Vademecum, (szerk.+ 7 önálló fejezet), Tankönyvkiadó, Egységes jegyzet, 1988
- 40. Mérei Ferenc: a magyar klinikai pszichológia megteremtője. Emlékkönyv, 36-38, 1989
- 41. Az MMPI próba új magyar standardja (Pressing Lajossal). TBZ. 1990
- 42. Pszichoterapeuta képzés és gyakorlat. Ideggy. Szle., 7, 329-333, 1990
- 43. A klinikai pszichológus pszichoterápiás tevékenysége. In: Szakács Ferenc (szerk.) Pszichoterápiai Vademecum, 7-13, OTE, 1991
- 44. Pszichoterápiai Vademecum I-II. (szerk.), OTE, 1991, ANIMULA 1998
- 45. Klinikai pszichológia és pszichiátria. Psychiatria Hungarica, 5, 483-487, 1992
- 46. Klinikai pszichológia az Intézetben (Bagdy Emőkével). OIE Emlékkönyv, 33-46, 1993
- 47. Vezetői stressz. In: Fodor Katalin (szerk.): Vezetőképző kurzus. Paksi Erőmű Rt., 95-106, 1998
- 48. Pszichológiai tesztvizsgálatok. In: Füredi János (szerk.): A pszichiátria magyar kézikönyve, 155-179, 1998, 2003
- 49. A klinikai pszichológus pszichoterápiás tevékenysége. In: Szakács Ferenc (szerk.): Pszichoterápiai vademecum, 7-15, Animula, 1998
- 50. Személyiségelméletek (szerk. Kulcsár Zsuzsannával), ELTE Eötvös Kiadó, 2001
- 51. „Milyen a sikeres vállalkozó és milyen vagyok én?” (Bánfalvi Máriával, Karcsics Évával, Nagy Istvánnal), ÁVF Tudományos Közlemények, 3, 2001
- 52. Az „ÁVF portfólió módszer” (Bánfalvi Máriával, Karcsics Évával, Nagy Istvánnal), ÁVF Tudományos Közlemények, 3, 2001
- 53. Beszámoló egy külföldi érdekeltségű, vegyes tulajdonú szervezetben végzett tréningről (Bánfalvi Máriával, Fodor Katalinnal, Karcsics Évával), ÁVF Tudományos Közlemények, 4, 2001
- 54. Utazási iroda tréningje speciális módszerek alkalmazásával.(Bánfalvi Máriával, Karcsics Évával, Fodor Katalinnal), ÁVF Tudományos Közlemények, 5, 2001
- 55. Az A típusú (menedzser-) személyiség fogalmának kritikai elemzése (Bánfalvi Máriával, Nagy Istvánnal, Veres Nórával). ÁVF Tudományos Közlemények, 6, 2002
- 56. Az A típusú magatartás kapcsolata az agresszivitással és más személyiségjegyekkel (Bánfalvi Máriával, Nagy Istvánnal, Veres Nórával), ÁVF Tudományos Közlemények 7, 2003
- 57. A vállalkozói személyiség (Bánfalvi Máriával, Nagy Istvánnal, Veres Nórával, Karcsics Évával). ÁVF Tudományos Közlemények, 9, 2003
- 58. Pszichológiai vizsgálatok (In: Füredi-Németh-Tariska (szerk.) : A pszichiátria magyar kézikönyve, 223-238), 2003
- 59. Pszichológia vállalkozásszervezőknek. A vállalkozás- és szervezetpszichológia alapjai (Bánfalvi Máriával), ÁVF, Budapest, 2004
- 60. Vállalkozás- és szervezetpszichológia (Bánfalvi Máriával), ÁVF, Budapest, 2006, Jegyzet, 260 l.
- 61. Sikeres magyar vállalkozások személyi és tárgyi jellemzői (Bánfalvi Máriával, Skultéty Viktorral). ÁVF, Tud. Közl., 17, 2007
- 62. Personality factors of entrepreneurial competitiveness (Karcsics Évával), 2010, Society and Economy, 32, 277-295.
- 63. A vállalkozói készségek fejlesztése (Bánfalvi Máriával), 2010, ÁVF Tud. Közl., 24, 7-30.